# عبد الله العامر
عبد الله العامر (28 سبتمبر 1965 -)، منتج ومؤلف وممثل سعودي.

## أعماله

### التمثيل
- مسلسل هوامير الصحراء - أربعة أجزاء.
- مسلسل عمشة في ديرة النسوان.
- مسلسل عمشة بنت عماش.
- مسلسل وعاد قلبي إلى هناك.
- مسلسل أبو شلاخ البرمائي.
- مسلسل خلف خلاف.
- مسلسل ابتسامات رمضانية.
- مسلسل بيني وبينك - جزئين.
- مسلسل سي بي ام فقرات كوميدية عرض على أم بي سي 1

### تأليف
- مسلسل هوامير الصحراء.
- مسلسل أقارب وثعالب.
- مسلسل عمشة في ديرة النسوان.
- مسلسل عمشة بنت عماش.

### الإنتاج
- مسلسل هوامير الصحراء - أربعة أجزاء.

## وصلات خارجية
- عبد الله العامر على موقع قاعدة بيانات الأفلام العربية